# Scopula polia
Scopula polia là một loài bướm đêm trong họ Geometridae.